# Vlag van Salta

Vlag van Salta (ratio 100:141)

Het ontwerp van de vlag van Salta is de winnende inzending van een ontwerpwedstrijd uit 1996 die meer dan vierduizend inzendingen opleverde. De vlag werd officieel aangenomen op 5 juni 1997.
De vlag verenigt de elementen die de provincie Salta symboliseren: het provinciale wapen (in het midden van de vlag), de Saltese poncho (een rood doek met zwarte strepen) en de 23 departementen waarover het oppervlak van Salta is verdeeld (23 goudkleurige sterren).